# Escoles Verdes
El programa Escoles Verdes sorgeix com un compromís per donar suport a tots els centres educatius de Catalunya que volen innovar, incloure, avançar, sistematitzar i organitzar accions educatives que tinguin la finalitat d'afrontar, des de l'educació, els nous reptes i valors de la sostenibilitat, però suposa molta paperassa que desincentiva el seu desenvolupament.
I, per tant, es plantegen tres grans objectius:
1. Ajudar els centres a incorporar els valors de l'educació per a la sostenibilitat en tots els àmbits de la vida del centre (currículum, gestió, relacions amb l'entorn, etc.).
2. Promoure la participació i la implicació activa de la comunitat educativa en la millora del seu entorn.
3. Afavorir l'intercanvi entre els centres que comparteixen uns mateixos objectius. Fer xarxa.

## Contextos d'acció[6]
El programa Escoles Verdes té la voluntat de millorar l'escola d'acord amb els nous reptes de l'educació i ho fa a través de l'objectiu de sensibilitzar, dinamitzar i donar suport a la comunitat educativa per tal que incorpori els principis i els valors de la sostenibilitat en tots els àmbits de la vida escolar.
El programa vol promoure un canvi en la cultura de centre a través de quatre contextos d'acció: el currículum, l'organització i la participació, la gestió sostenible de recursos i materials i la implicació en l'entorn. Així doncs, entén que el procés educatiu que ha de provocar aquest canvi no només es dona a l'aula, sinó també en tots els moments i espais de la vida escolar.
1. L'ambientalització curricular: Integrar l'educació per a la sostenibilitat en el projecte educatiu de centre i en totes les àrees que s'imparteixen, potenciant els equips de treball interdisciplinaris i la realització de projectes compartits i contextualitzats.
2. Una escola participativa i disposada a canviar: Un canvi en l'àmbit de la vida al centre i el clima escolar, que facilita la implicació de tota la comunitat educativa (professorat, alumnat, famílies, personal no docent, etc.) en la presa de decisions i en l'acció.
3. Un equipament sostenible: L'ús de recursos i la gestió del centre en general ha de ser coherent amb el projecte educatiu, que el centre mateix sigui un exemple de com s'ha d'actuar per a la sostenibilitat, de corresponsabilitat amb la millora de l'entorn.
4. Una escola oberta i activa: Un centre integrat en el seu entorn proper, que realitza accions de millora i de dinamització local que impliquen altres agents externs al centre, i que fa de l'entorn immediat un element facilitador d'aprenentatges, de capacitació per a l'acció responsable.

## Premi
El Premi Escoles Verdes és un premi convocat per la Generalitat de Catalunya des de l'any 2009 per reconèixer públicament iniciatives exemplars d'educació per a la sostenibilitat fetes per escoles que tenen el distintiu Escola Verda. El premi es lliura en l'acte de celebració del Dia Mundial del Medi Ambient.
Aquest premi es convoca en les dues categories següents:
- Categoria 1: Premi a una trajectòria continuada en l'ambientalització integral del centre i en la millora del seu entorn.
- Categoria 2: Premi a una actuació singular directament vinculada a l'energia sostenible i que tingui un caràcter innovador que comporti millores en l'eficiència energètica.